# Psautier Chludov

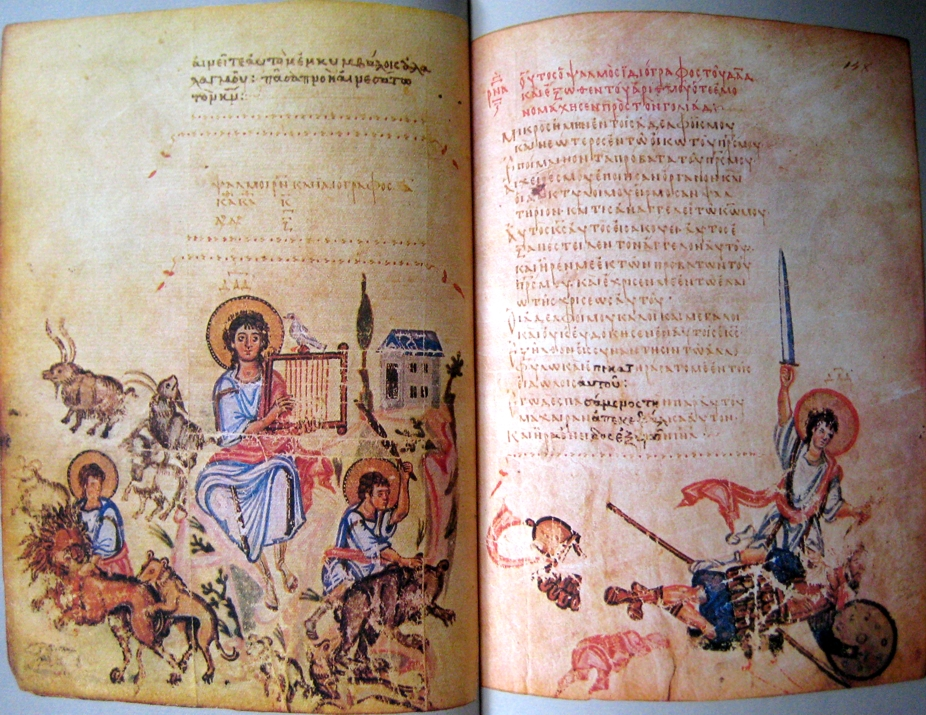
Double page du psautier Chludov.

Le Psautier Chludov (Moscou, Hist. Mus. MS. D.29) - en transcription française Khloudov - est un psautier enluminé avec des illustrations dans les marges, datant du milieu du IXe siècle. Dans l'art byzantin de cette époque, c'est un témoignage unique de dénonciation de l'iconoclasme, et c'est l'un des trois seuls psautiers enluminés byzantins du IXe siècle qui est parvenu jusqu'à nous.
Selon une tradition, les miniatures auraient été créées clandestinement, et plusieurs d'entre elles sont des caricatures des iconoclastes. Le style polémique de l'ensemble est très inhabituel et il est révélateur de la passion que la dispute iconoclaste a provoquée.

## Description
Le psautier, en grec ancien, mesure 195 mm sur 150 mm et contient 169 folios. Les marges, habituellement laissées en blanc, sont couvertes d'illustrations. Le texte et ses légendes sont écrits en onciale, mais beaucoup de ces dernières ont été réécrites en minuscule rudimentaire près de trois siècles plus tard. Le livre contient le Livre des Psaumes dans l'agencement de la Septante et les répons à chanter lors de sa récitation, conformément à la liturgie de Sainte-Sophie, l'église impériale de Constantinople.
Il contient un ensemble de 225 miniatures, des illustrations qui occupent la partie basse ou la marge latérale, dans quelques cas la marge supérieure. Elles associent aux versets des psaumes des épisodes de l'Ancien ou du Nouveau Testament. Beaucoup de ces miniatures comportent des dessins commentés (le commentaire étant écrit juste à côté). Des petites flèches relient le texte principal et l'enluminure afin de montrer la ligne qui fait référence à l'image.

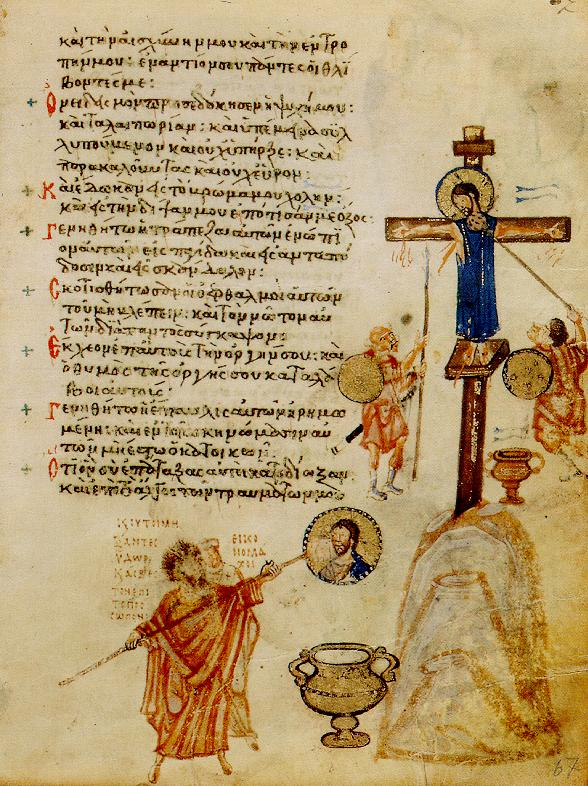
Folio 67 du psautier

Sur le folio 67, le Christ est vêtu d'un colombium sans manches, il a les yeux clos et la tête inclinée vers son épaule droite. Le miniaturiste illustre la ligne « ils m'ont donné du fiel à manger, et lorsque j'ai eu soif, ils m'ont donné du vinaigre à boire » (Ps. LXVIII, 22.) avec un dessin d'un soldat offrant au Christ du vinaigre sur une éponge attachée à une lance. À côté, se trouve un dessin représentant le dernier patriarche iconoclaste de Constantinople, Jean VII le Grammairien  frotter une icône du Christ avec une éponge attachée à un lance. Jean est caricaturé, ici comme sur d'autres pages, avec des cheveux en désordre partant dans toutes les directions, ce qui marquait le ridicule dans l'esthétique byzantine.
Dans la miniature du Folio 72v, le Christ est vêtu seulement d'un pagne qui lui couvre les reins ; le sang qui jaillit de son côté est plus abondant que dans les images précédentes. On y voit Marie et Jean qui n'apparaissent pas dans les autres scènes.

## Historique
L'historien russe Nicodème Pavlovitch Kondakov a émis l'hypothèse que le psautier a été créé dans le célèbre monastère du Stoudion à Constantinople. D'autres chercheurs pensent que les répons liturgiques qu'il contient ont été uniquement utilisés à Sainte-Sophie et qu'il est donc un produit des ateliers impériaux de Constantinople, peu après le retour des iconophiles au pouvoir en 843.
Le psautier est conservé au Mont Athos jusqu'en 1847, date à laquelle un savant russe l'emporte à Moscou. Il est ensuite acquis par Alexeï Khloudov, richissime marchand moscovite du XIXe siècle, magnat du textile et père de Varvara Morozova, dont le psautier porte le nom aujourd'hui. Il fait partie du legs Khloudov au monastère du cimetière Préobrajenskoïe de Moscou, puis au  musée historique d'État (Moscou, Hist. Mus. MS. gr.129d).

## Postérité
Plusieurs manuscrits sont produits dans le même monastère, dont les décorations sont inspirées du psautier Chludov : c'est le cas du psautier de Théodore, achevé en 1066 au monastère Stoudion.